# Bauhaus (butikskedja)
Bauhaus är en tysk byggvarukedja som numera har butiker även utanför Tyskland, bland annat finns 23 butiker i Sverige (sedan 1997). Det första byggvaruhuset öppnade i Mannheim i Tyskland 1960 av Heinz Georg Baus. På Bauhaus finns bland annat olika sorters byggvaror, färg, verktyg, el- och belysning, blommor, växter, VVS- och trädgårdsartiklar. 
En vanlig Bauhaus-butik rymmer ett sortiment på mer än 150 000 varunummer.
Bauhaus finns, förutom i Tyskland och Sverige, även i Danmark, Finland, Kroatien, Norge, Österrike, Schweiz, Slovenien, Spanien, Tjeckien, Nederländerna, Island, Bulgarien och Turkiet. Totalt har Bauhaus cirka 260 varuhus.
I Sverige finns butiker i Göteborg, Hyllinge, Kalmar, Knivsta, Linköping, Löddeköpinge, Malmö, Norrköping, Stockholm, Sundsvall, Uddevalla, Uppsala, Umeå, Västerås, Växjö, Örebro och Karlstad.
I maj 2011 öppnade Bauhaus också sin nätbutik där sortimentet finns till försäljning.
I december 2018 meddelade Bauhaus att man köper upp Fredells Byggvaruhus. I och med detta togs butikerna i Knivsta och Sickla över. Sickla har numera den största butiken i Sverige med en yta på 50 000 kvadratmeter. 